# Hračkobraní

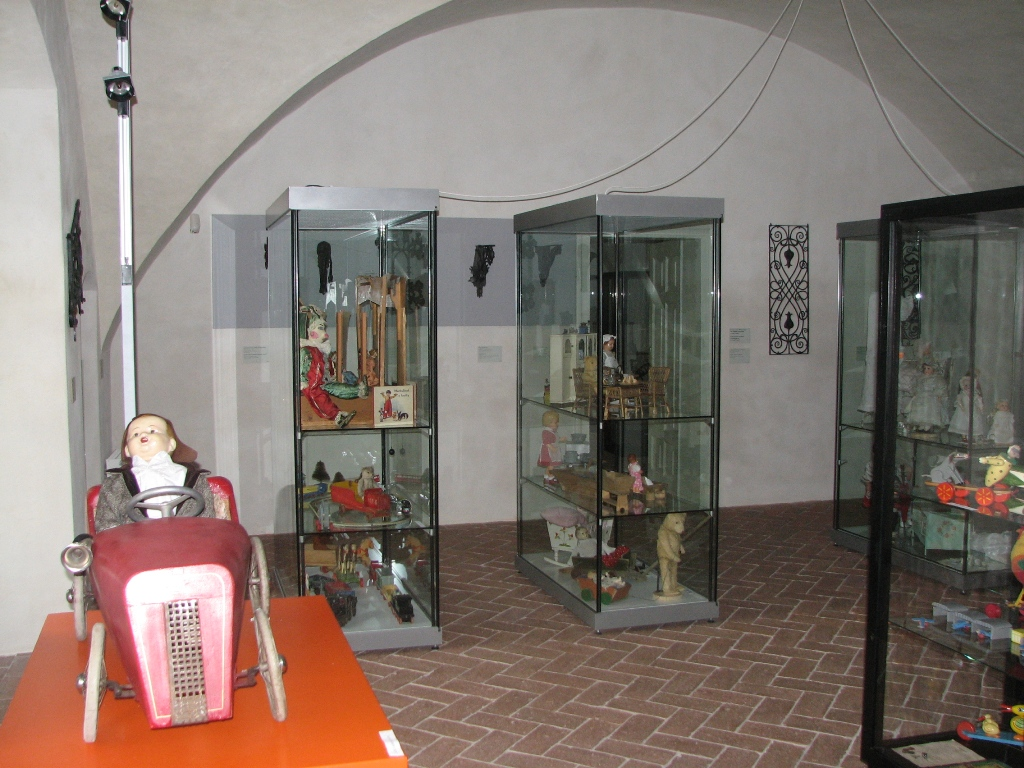
Hračky z akce Hračkobraní

Hračkobraní je letní festival o hračkách a jejich tvůrcích konaný v zámku v Kamenici nad Lipou (Kamenice nad Lipou, v okrese Pelhřimov v kraji Vysočina) od roku 2006. Festivalovou prioritou je podle organizátorů snaha o zviditelnění klasické české hračky z tradičních materiálů jako je dřevo, papír a textil. Na akci jsou každoročně prezentovány největší osobnosti domácí hračkářské tvorby, ale také studenti a budoucí tvůrci nových hraček.
Hračkobraní bývá doplněno o různé aktivity. Konají se zde ukázky výroby hraček a k dispozici je i herna.  

## Festival
Festival umožňuje setkávání lidí, kteří mají zájem o hračku z přírodního materiálu. Uskutečňuje se ve dvou rovinách:
- odborné (Uměleckoprůmyslové museum v Praze, Design centrum ČR, Sdružení pro hračku a hru a Asociace hračka).
- propagační – otevřené co nejširší veřejnosti.

Hlavním impulsem je podle organizátorů snaha o obnovu veřejné důvěry k české hračce z přírodního materiálu a obnovu zájmu o tento specifický druh hračky.[zdroj?] Dále zohlednit tradici výroby hraček v Kamenici nad Lipou, mimo jiné existenci tzv. Hračkářské školy. Připomenout kamenický zámek v blízké podobě jeho dřívějšímu využití – jako místo, kde mnoho generací děti pobývalo v rámci ozdravného pobytu (více než 50 let využíván jako dětská ozdravovna).

### Rok 2010
V roce 2010 byla osobností festivalu designérka dřevěných hraček Jarmila Jeřábková, která jako první v Československé republice obdržela za design v oboru hračka v roce 1988 ocenění Institutem průmyslového designu Dobrý design CID (Councill of Industrial Design) za kolekci hmatových hraček.

## Další fotografie

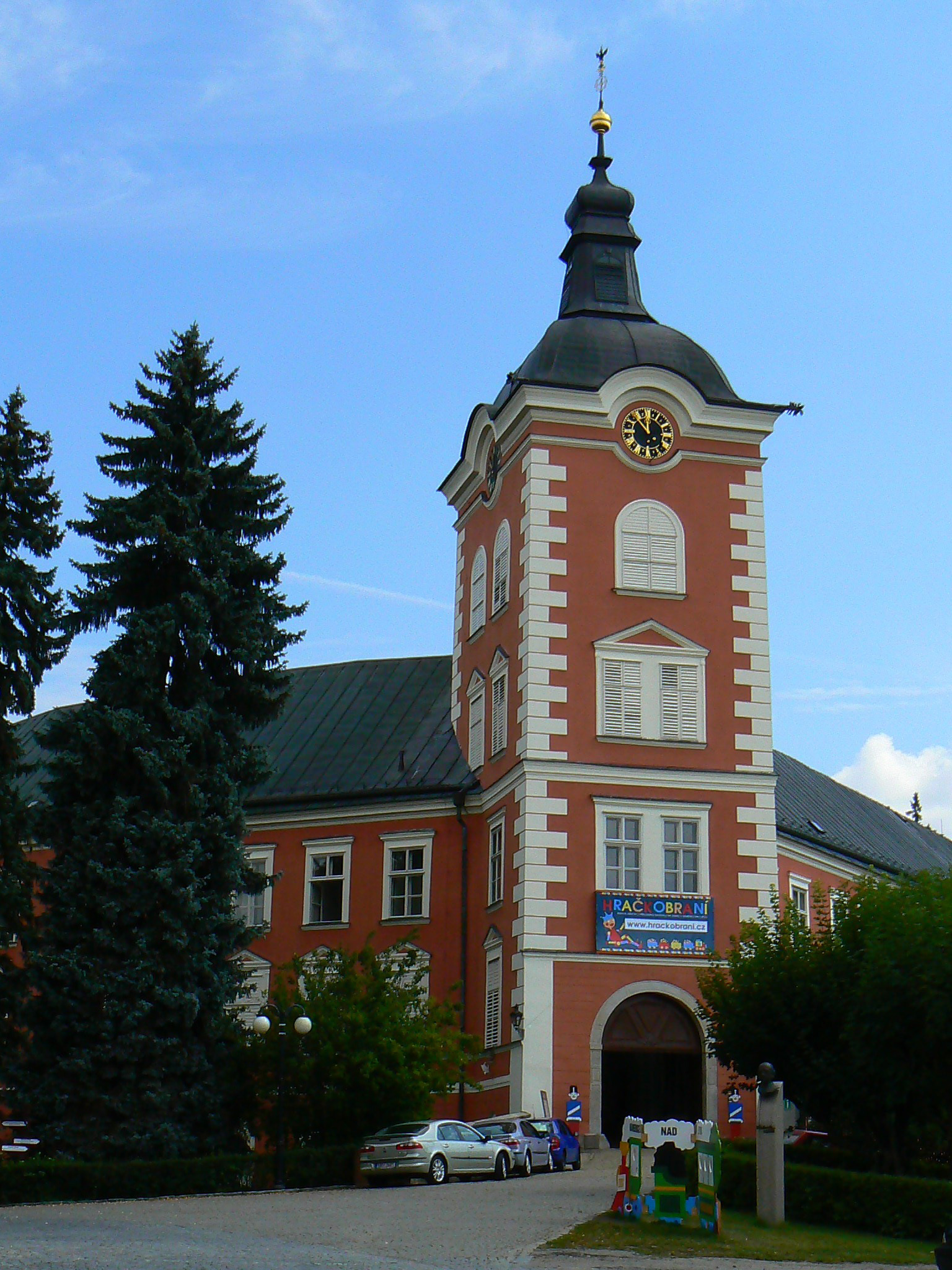
Zámek Kamenice nad Lipou – místo konání Hračkobraní
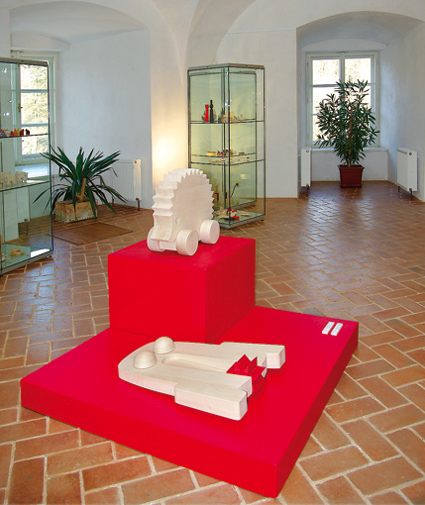
Výstava – hračky Jarmily Jeřábkové